# التطيلي الأعمى
التُطَيْلِي الأعمى أو أحمد بن عبد الله بن هريرة القيسي الأعمى التطيلي، وله كنيتان هما «أبو جعفر» و«أبو العباس»، هو شاعر ووشاح أندلسي عاش في عصر المرابطين، عُرف بالأعمى وبالأُعَيمى لعاهته، وبالتُّطِيْليّ نسبة إلى مسقط رأسه تُطِيلة، كما لقبه بعض مؤرخي الأدب بمعري الأندلس.

## حياته
لم تجزم المصادر التاريخية أو الأدبية بتاريخ ولادته أو وفاته، إلا أنه من المرجح أن تكون ولادته سنة 485 هـ (اعتمادًا على كتاب نكت العميان للصفدي) وأن وفاته كانت بين عامي 513 و535 هـ.
قضى التطيلي معظم حياته في إشبيلية، وكانت يومئذ عامرة بمجالس الأدباء والعلماء، فنهل من علوم عصره من لغة، وأدب، وتاريخ، وفقه، وأصول، وحديث، واشتهر شاعراً وشاحاً. كان يلازمه في روحاته وغدواته شاعر معاصر له، لُقب بعصا الأعمى، هو أبو القاسم بن أبي طالب الحضرمي المَنيشي (نسبة إلى مَنيش من قرى إشبيلية)، ويرجح أن التطيلي أقام بقرطبة حقبة قصيرة، ومدح قاضيها أبا القاسم ابن حمدين (ت 521هـ). لم يعمر التطيلي طويلًا.

## شعره
ترك التطيلي ديوان شعر وموشحات، وتناول معظم الأغراض المعروفة من مدح ورثاء (وهما الغرضان الرئيسان في شعره) ووصف (وكان قليلًا؛ لأن عاهته حالت دون إكثاره منه) وغزل وشكوى وهجاء. وبسبب هجائه اللاذع لقب ببشار الأندلس. له قصيدة مشهورة، أولها:
كان من أبرز من مدحهم التطيلي محمد بن عيسى الحضرمي ـ أحد أعيان القواد في الأندلس ـ وابن زُهر الإشبيلي، وكان شاعرًا وطبيبًا، كما مدح من النساء الأميرة حواء بنت تاشفين. أما الرثاء فهو وافر في شعره لأنه أصيب في أهله ومعارفه، وبعض أصدقائه، وله مراثٍ في زوجته أو في بعض النساء، وقد جمع ديوانه الدكتور إحسان عباس. كما قال شعرا وفيرا في أسرة بني عشرة.

### موشحاته
برع التطيلي في نظم الموشحات، وكان أبرز شعراء الموشحات في عصر المرابطين. وقد ذكر أن جماعة من الوشاحين اجتمعوا في أحد المجالس في إشبيلية، وقد استحضر كل واحد منهم موشحة ألّفها وتأنق فيها فتقدم الأعمى التطيلي لإنشاد موشحته وما كاد ينتهي منها حتى مزق كل وشاح موشحته إجلالاً للتطيلي وإعجاباً بموشحته، وفيها يقول:

## مكانته الأدبية
قال ابن بسام عنه في الذخيرة:
كما قال عنه ابن خلدون في مقدمته
وفي العصر الحديث دعاه مصطفى عوض الكريم في كتابه «فن التوشيح» بقطب التوشيح الأعظم؛ لأن شهرته في الموشحات كانت أكثر منها في القصائد.